# Gözde Kaya
Gözde Kaya (* 13. August 1988 in Antalya) ist eine türkische Schauspielerin.

## Leben und Karriere
Kaya wurde am 13. August 1988 in Antalya geboren. Sie studierte an der Technischen Universität Yıldız. Später setzte sie ihr Studium an der Universität Istanbul fort. Ihr Debüt gab sie 2011 in der Fernsehserie Kalbimin Seni Seçti. Außerdem bekam sie 2012 eine Rolle in Uçurum. 2013 tauchte sie in Benim Hala Umudum Var auf. Unter anderem spielte sie 2014 in den Serien Gölgedekiler und Sil Baştan mit. Ihre erste Hauptrolle bekam sie 2015 in Çilek Kokusu. 2017 wurde sie für die Serie Ramo gecastet. Kaya spielte 2022 in der Serie Senden Daha Güzel mit.

## Filmografie
Filme
- 2025: Another You

Serien
- 2011: Kalbimin Seni Seçti
- 2012: Uçurum
- 2013: Benim Hala Umudum Var
- 2014: Gölgedekiler
- 2014: Sil Baştan
- 2015: Rumuz Cavidan
- 2015: Çilek Kokusu
- 2017: Payitaht Abdülhamid
- 2019–2020: Vuslat
- 2020: Ramo
- 2022: Senden Daha Güzel